# 惠頓 (愛荷華州)
惠頓（英語：Whitten）是一個位於美國愛荷華州哈丁縣的城市。

## 地理
惠頓的座標為43°15′41″N 93°00′27″W / 43.26139°N 93.00750°W，而該地的平均海拔高度為315米（即1033英尺）。

## 人口
根據2010年美國人口普查的數據，惠頓的面積為1.40平方千米，當中陸地面積為1.40平方千米，而水域面積為0.00平方千米。當地共有人口149人，而人口密度為每平方千米106人。